# Our Thing
Our Thing – album muzyczny amerykańskiego saksofonisty tenorowego Joego Hendersona nagrany 9 września 1963 w Van Gelder Studio, w Englewood Cliffs (stan New Jersey). Wydany w 1963.

## O albumie
Był to drugi album Hendersona nagrany dla wytwórni Blue Note Records, na którym występował jako lider zespołu. Towarzyszący mu muzycy to artyści posiadający również duży indywidualny dorobek m.in. trębacz Kenny Dorham (z którym Henderson współpracował już wcześniej) czy pianista Andrew Hill. Na płycie nagrano kompozycje własne: Hendersona i Dorhama.

## Muzycy
- Joe Henderson – saksofon tenorowy
- Kenny Dorham – trąbka
- Andrew Hill – fortepian
- Eddie Khan – kontrabas
- Pete La Roca – perkusja

## Lista utworów
| 1. | Teeter Totter (Joe Henderson)                      | 8:30  |
|    |                                                    |       |
| 2. | Pedro’s Time (Kenny Dorham)                        | 10:01 |
|    |                                                    |       |
| 3. | Our Thing (Joe Henderson)                          | 5:33  |
|    |                                                    |       |
| 4. | Back Road (Kenny Dorham)                           | 6:17  |
|    |                                                    |       |
| 5. | Escapade (Kenny Dorham)                            | 8:02  |
|    |                                                    |       |
| 6. | Teeter Totter (Alternate take) (*) (Joe Henderson) | 7:10  |
|    |                                                    |       |
|    |                                                    | 45:33 |
|    |                                                    |       |
- (*) nagranie dołączone do wydania na CD (na oryginalnym LP go nie ma)

## Opis płyty
- Producent – Alfred Lion
- Inżynier dźwięku (1963) i remastering (2000) – Rudy Van Gelder
- Produkcja reedycji – Michael Cuscuna
- Zdjęcia – Francis Wolff
- Czas trwania – 45:33
- Reedycja po masteringu cyfrowym – Blue Note, 2000